# Agence matrimoniale
Agence matrimoniale (Agence matrimoniale) è un film del 1952 diretto da Jean-Paul Le Chanois.